# 1835
1835 (số La Mã: MDCCCXXXV) là một năm thường bắt đầu vào thứ Năm trong lịch Gregory.

## Sinh
Tháng 2
- 12 tháng 2 – Nguyễn Phúc Hồng Phi, tước phong Vĩnh Quốc công, hoàng tử con vua Thiệu Trị (m. 1863).
- Tháng 4
- 26 tháng 4 – Nguyễn Phúc Miên Bảo, tước phong Tân An Quận công, hoàng tử con vua Minh Mạng (m. 1854).
- Tháng 5
- 6 tháng 5 – Nguyễn Phúc Miên Khách, tước phong Bảo An Quận công, hoàng tử con vua Minh Mạng (m. 1858).
- Tháng 8
- 28 tháng 8 – Nguyễn Phúc Hòa Nhàn, phong hiệu Mỹ Duệ Công chúa, công chúa con vua Minh Mạng (m. 1912).
- Tháng 9
- 21 tháng 9 – Nguyễn Phúc Miên Thích, tước phong Hậu Lộc Quận công, hoàng tử con vua Minh Mạng (m. 1882).
- Tháng 10
- 2 tháng 10 – Nguyễn Phúc Hồng Hưu, tước phong Gia Hưng vương, hoàng tử con vua Thiệu Trị (m. 1885).
- 27 tháng 10 – Nguyễn Phúc Hòa Tường, phong hiệu Hương Khê Công chúa, công chúa con vua Minh Mạng (m. ?).
- Tháng 11
- 29 tháng 11 - Từ Hy Thái hậu , nhiếp chính Đại Thanh.
- Tháng 12
- 18 tháng 12 – Nguyễn Phúc Nhàn Tuệ, phong hiệu Mỹ Thuận Công chúa, công chúa con vua Minh Mạng (m. 1863).

## Mất
- 12 tháng 7 – Nguyễn Phúc Miên Hoành, tước phong Vĩnh Tường Quận vương, hoàng tử con vua Minh Mạng (s. 1811).